# Battaglia delle Isole Paracelso
La battaglia delle Isole Paracelso venne combattuta il 19 gennaio 1974, quando una squadra navale cinese e una sud-vietnamita si scontrarono nei pressi del "Crescent Group" delle isole Paracelso, arcipelago conteso tra i due paesi, in supporto di rispettive unità terrestri sbarcate su alcuni isolotti: nel corso di un breve e serrato scontro, le forze cinesi affondarono una corvetta sudvietnamita e danneggiarono altre unità, obbligando gli avversari a ritirarsi; come conseguenza dello scontro, i cinesi estesero il loro controllo militare a tutte le principali isole dell'arcipelago, scacciandone le guarnigioni sudvietnamite.

## Antefatti
L'arcipelago delle isole Paracelso (in lingua cinese 西沙群岛, Xīshā Qúndǎo; in lingua vietnamita Quần đảo Hoàng Sa) è costituito da un piccolo gruppo di isole, isolotti e scogli (praticamente tutti disabitati) posti nella parte occidentale del Mar Cinese Meridionale, più o meno equidistante tra le coste del Vietnam a ovest e l'isola cinese di Hainan a nord; l'arcipelago si compone di meno di 8 km² di terre emerse, disseminate però su circa 15000 km² di mare. A causa della sua posizione, e della possibilità di estendere le proprie acque territoriali o la propria zona economica esclusiva tramite il suo possesso, l'arcipelago è stato al centro di una lunga disputa territoriale fin dall'inizio del XX secolo.
Il 3 luglio 1938 la Francia, che deteneva il dominio coloniale sulla vicina Indocina, occupò il disabitato arcipelago, ricevendo proteste diplomatiche sia da parte del governo nazionalista cinese che del Giappone, impegnato contro il primo nella seconda guerra sino-giapponese. Più avanti, nel corso della seconda guerra mondiale, le Paracelso furono invase e occupate dai giapponesi, venendo poi liberate dalle truppe statunitensi nelle fasi finali del conflitto; nel corso della conferenza di Ginevra del 1954, conclusiva della guerra d'Indocina, il Giappone rinunciò formalmente a tutte le sue pretese sugli arcipelaghi del Mar Cinese Meridionale occupati nel corso del secondo conflitto mondiale.
La situazione delle Paracelso rimase incerta, con la parte orientale dell'arcipelago (Amphitrite Group) controllata de facto dalla Repubblica Popolare Cinese e con quella occidentale (Crescent Group) amministrata dal neonato Stato del Vietnam del Sud. Nel 1957 la Cina trasferì l'amministrazione della piccola isola di Bach Long Vi, nel golfo del Tonchino, al Vietnam del Nord, ricevendo in cambio un anno dopo una dichiarazione del governo di Hanoi che riconosceva le pretese di Pechino sulle Paracelso e sulle isole Spratly, parimenti contese, dichiarazione che tuttavia fu rigettata dal governo di Saigon. Nel corso degli anni sessanta le unità navali della marina militare sudvietnamita (Hải quân Việt Nam Cộng hòa) allontanarono più volte con la forza i pescherecci cinesi che tentavano di operare nelle Paracelso; il governo di Pechino decise di non reagire a queste azioni anche per via della superiorità in fatto di armamenti che la marina sudvietnamita, rifornita e addestrata dagli Stati Uniti, manteneva sulla sua equivalente cinese (Zhōngguó Rénmín Jiěfàngjūn Hǎijūn).
Con l'intensificarsi della guerra del Vietnam, a partire dal 1966 il governo di Saigon ridusse drasticamente la sua presenza militare nelle Paracelso, lasciando solo un piccolo presidio sull'isola di Pattle; nel 1973, dopo che gli accordi di pace di Parigi sancirono la fine della partecipazione degli Stati Uniti al conflitto vietnamita, gli aiuti statunitensi alle forze sudvietnamite calarono drasticamente, facendo sì che Pechino iniziasse a rivendicare con più forza le sue pretese sull'arcipelago conteso.

## La battaglia

### Primi avvistamenti

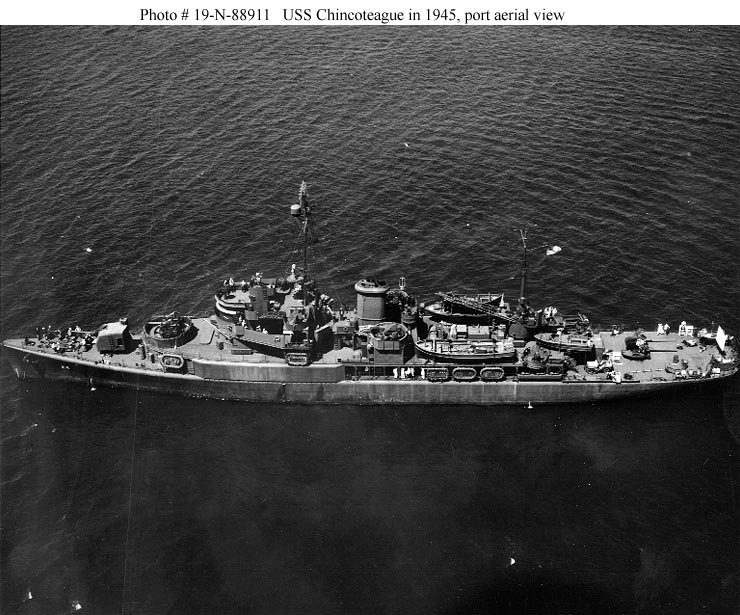
La fregata Lý Thường Kiệt, qui ritratta ancora come della United States Navy.

Il 16 gennaio 1974 un gruppo di sei ufficiali sudvietnamiti, accompagnati da un consigliere militare statunitense, furono inviati a bordo della fregata Lý Thường Kiệt (ex USS Chincoteague della United States Navy) nelle Paracelso per un tour di ispezione: il gruppo scoprì che due pescherecci armati cinesi si trovavano alla fonda nei pressi dell'isola di Drummond, e poco dopo soldati cinesi furono osservati muoversi attorno a un bunker costruito sulla vicina isola di Duncan, con un veicolo da sbarco spiaggiato sulla costa e due cacciasommergibili della classe Tipo 037 (versione cinese della classe Kronštadt sovietica) in appoggio al largo di essa. L'avvistamento fu riferito al comando regionale di Đà Nẵng, e la Kiệt segnalò alle navi cinesi di allontanarsi dalla zona, ricevendo in cambio un analogo messaggio da parte degli avversari: le due parti rimasero in contatto visivo ma non tentarono di ingaggiare battaglia.
Il rapporto della fregata sudvietnamita fu subito inviato a Saigon, dove in un vertice di emergenza del governo il presidente Nguyễn Văn Thiệu diede ordine di espellere le unità cinesi dall'arcipelago; da Da Nang salparono subito le fregate Trần Bình Trọng (ex USS Castle Rock) e Trần Khánh Dư (ex cacciatorpediniere scorta USS Forster), a cui si aggiunse la corvetta Nhật Tảo (ex dragamine USS Serene) che, nonostante stesse rientrando a Da Nang per riparare uno dei suoi motori, fu dirottata verso le Paracelso. A bordo della Trong vi era il comandante della marina sudvietnamita, il colonnello Hà Văn Ngạc.
In attesa dell'arrivo dei rinforzi, nelle prime ore del 17 gennaio la Kiệt fece sbarcare 30 soldati dell'unità di incursori della marina sudvietnamita (Lien Doan Ngoui Nhia, LDNN) sulla piccola isola di Robert: gli incursori rimossero la bandiera cinese che sventolava sull'isola, ma non trovarono traccia del nemico; più tardi la fregata stabilì una guarnigione sul vicino isolotto di Money, prima di dirigersi all'appuntamento con i rinforzi. La piccola flottiglia di Ngạc arrivò in zona la mattina del 18 gennaio, e le quattro navi si diressero verso l'isola di Duncan, dove si trovarono a fronteggiare quattro vecchie corvette cinesi appena sopraggiunte; gli ordini per i sudvietnamiti erano di cacciare con la forza gli intrusi cinesi ma solo dopo aver tentato di parlamentare con loro.

### Lo scontro
La mattina del 19 gennaio le unità del colonnello Ngạc arrivarono in vista della costa dell'isola di Duncan: dalla Trong furono lanciati alcuni gommoni con a bordo una ventina di incursori del LDNN comandati dal sottotenente Trung Uy e recanti una bandiera bianca, al fine di trattare con i cinesi; gli uomini di Uy sbarcarono incontrastati, ma si ritrovarono ben presto a fronteggiare un considerevole numero di fanti di marina cinesi, in netta superiorità numerica. Ngạc ordinò a Uy di ripiegare, ma mentre i sudvietnamiti si apprestavano a rimettere in acqua le loro imbarcazioni tra i due schieramenti si aprì uno scontro a fuoco: il sottotenente Uy e due incursori rimasero uccisi e altri due furono feriti, mentre gli altri vennero presi prigionieri.
Dopo aver riferito dell'accaduto a Saigon, alle 10:25 Ngạc ricevette l'ordine di attaccare: le quattro unità sudvietnamite aprirono il fuoco sulle navi cinesi, inferiori per armamento e dimensioni, che cercarono di serrare le distanze per cercare gli angoli ciechi dei cannoni di grosso calibro imbarcati dagli avversari; la corvetta cinese K-274 fu vista emettere fumo e i sudvietnamiti ritennero di averla affondata, mentre la T-389 fu vista spiaggiarsi sulla costa di Duncan per i danni subiti. A causa delle corte distanze di ingaggio, tutte le unità coinvolte furono più o meno danneggiate, e in aggiunta la Kiệt fu colpita per errore da un proiettile vagante sparato dalla Trọng; la corvetta Nhật Tảo fu colpita duramente dai cinesi e prese fuoco: i sudvietnamiti sostennero che la nave era stata centrata da un missile antinave, mentre i cinesi sostennero che il colpo era in realtà un razzo anticarro RPG sparato dalla T-389, visto che le loro unità non erano dotate di armamento missilistico. La Nhật Tảo, già penalizzata da avere uno dei suoi motori fuori uso da tempo, si ritrovò immobilizzata, in preda alle fiamme e con il suo comandante, capitano di corvetta Ngụy Văn Thà, ucciso sul ponte di comando: fu dato ordine all'equipaggio di abbandonare la nave, e la corvetta affondò in pochi minuti.

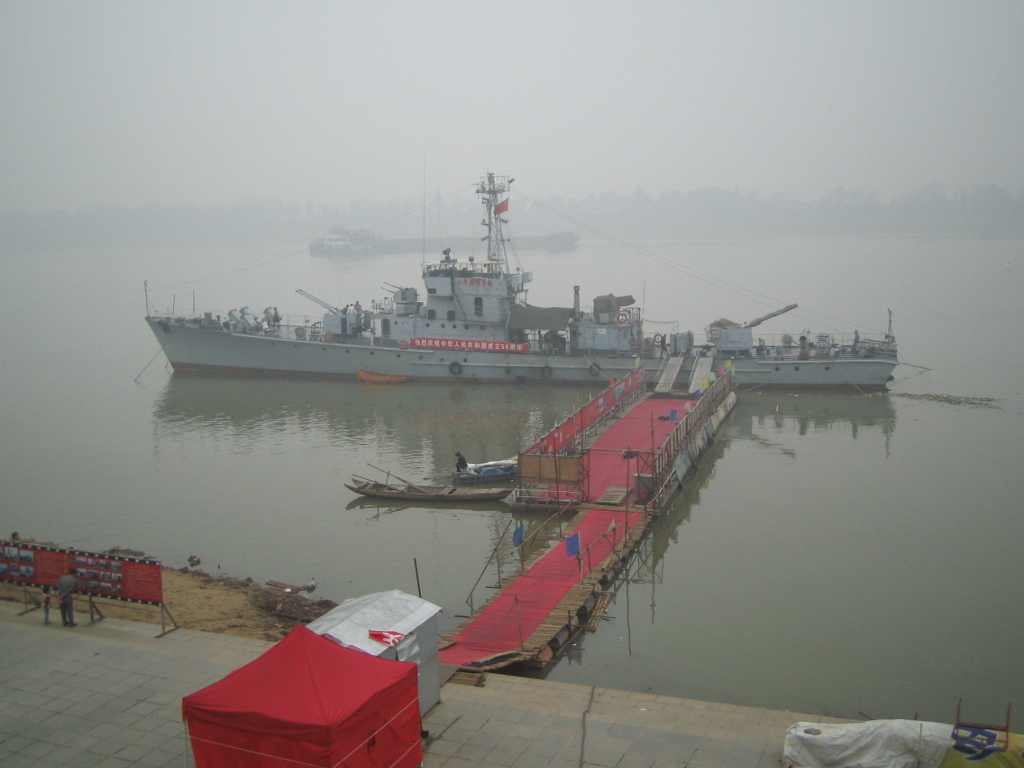
Un cacciasommergibili cinese della classe Kronštadt.

Verso le 11:00 lo scontro ebbe termine ed entrambe le forze iniziarono a ritirarsi, i cinesi verso Hainan e i sudvietnamiti verso Da Nang: il colonnello Ngạc rimase con la Trong al largo di Duncan per cercare i superstiti della Nhật Tảo, mentre la Trần Khánh Dư scortava la gravemente danneggiata Kiệt alla base. I sudvietnamiti richiesero assistenza militare alle unità della Settima Flotta statunitense che incrociavano in zona, ma la richiesta venne respinta; gli statunitensi, comunque, girarono ai sudvietnamiti rapporti radar che indicavano il decollo da Hainan di caccia MiG-21 e dell'imminente arrivo di altri due cacciasommergibili cinesi, e Ngạc decise quindi di ritirarsi.

## Conseguenze
Stando ai resoconti ufficiali del governo di Saigon, su cui i cinesi concordarono, i sudvietnamiti ebbero nello scontro una corvetta affondata, una fregata gravemente danneggiata e altre due colpite in maniera più lieve, con un totale di 53 morti e 16 feriti; nei giorni seguenti una petroliera olandese, la Kopionella, e un peschereccio vietnamita che si trovarono a incrociare nella zona dello scontro recuperarono 37 naufraghi della Nhật Tảo ancora in vita. Sulle perdite cinesi vi è più dibattito: i sudvietnamiti rivendicarono l'affondamento di una corvetta e lo spiaggiamento di una seconda, ma il governo di Pechino riferì che tutte le unità coinvolte nello scontro, per quanto più o meno danneggiate, riuscirono a rientrare alla base; i cinesi ammisero la perdita di 18 uomini uccisi, cifra ritenuta inferiore alla realtà dai sudvietnamiti.
Il 20 gennaio una considerevole forza navale cinese, appoggiata da aerei da combattimento, ritornò sul luogo dello scontro e sbarcò contingenti di fanti di marina su tutte le principali isole delle Paracelso: i presidi sudvietnamiti sulle isole di Pattle e Money furono sopraffatti lasciando in mano ai cinesi 48 prigionieri tra cui un consigliere militare statunitense, il capitano dell'esercito Gerald Emil Kosh; tutti loro furono poi rilasciati a fine gennaio a Hong Kong grazie alla mediazione della Croce Rossa internazionale.
Il Vietnam del Sud cercò di portare la crisi delle Paracelso all'attenzione delle Nazioni Unite, ma il diritto di veto di cui godeva la Cina in seno al Consiglio di Sicurezza bloccò qualsiasi tentativo dell'ONU di intervenire sulla questione. Come conseguenza della battaglia, la Cina estese il suo controllo all'intero gruppo delle Paracelso, sebbene la sua amministrazione dell'arcipelago continui a essere contestata dal Vietnam e da Taiwan.